# Milo Anstadt
Samuel Marek (Milo) Anstadt (Lwów, 10 juli 1920 – Amsterdam, 16 juli 2011) was een Nederlandse, van oorsprong Poolse, journalist, schrijver, regisseur en programmamaker.

## Biografie
Anstadt woonde tot 1930 in zijn geboortestad Lwów (Lemberg in het Nederlands) in Polen (het huidige Lviv in Oekraïne). Hij groeide op in een geassimileerd Joods gezin. In zijn boek "Polen en Joden" beschrijft hij dat zijn moeder nogal Pools georiënteerd was en hem een dubbele loyaliteit bijbracht, die niet overeenkwam met wat de meeste Polen over de Joden en de meeste Joden over de Polen dachten. Op 10-jarige leeftijd emigreerde hij met zijn ouders en zusje Sera Anstadt naar Nederland. In Nederland voltooide hij de lagere school.
Op zijn veertiende ging Anstadt werken in de transformatorfabriek Besra in Amsterdam. Regelmatig bezocht hij "Anski", een culturele club voor met name Joodse Oost-Europese immigranten. Hier kon hij lezingen bijwonen over onder andere politieke onderwerpen en ontwikkelde hij zich verder.
In 1941 trouwde hij met Lydia Bleiberg. Samen kregen ze in maart 1942 een dochter: Irka. Na de oorlog kregen zij nog twee dochters: in 1948 en in 1953. In 1955 eindigde dit huwelijk in een echtscheiding.
Tijdens de Tweede Wereldoorlog moesten Anstadt en zijn vrouw onderduiken. Hun dochter Irka werd in een pleeggezin geplaatst in Beverwijk. Anstadt deed verzetswerk bij de Vrije Groepen in Amsterdam. Tijdens de laatste oorlogsjaren was hij bevriend met Joop den Uyl. Via hem werd hij journalist bij Vrij Nederland, waar hij van 1945 tot 1950 aan verbonden was. Daarna werkte hij bij de Radionieuwsdienst ANP en schreef hij hoorspelen.
In 1953 werd hij Nederlander.
In 1955 werd hij regisseur en producer bij de VARA. Hij was de maker van documentaires over Oost-Europa, De televisierechtbank, Spiegel der Kunsten en de bekende serie De bezetting met historicus Loe de Jong.
In 1960 kreeg hij een verzoek van uitgeverij Het Wereldvenster om een boek te schrijven over Polen. Het boek werd in 1962 uitgebracht onder de titel Polen, land, volk, cultuur. Intussen studeerde hij in 1977 af aan de Universiteit van Amsterdam in rechten met als specialisatie criminologie.
Als medewerker van het NRC Handelsblad schreef Anstadt veel opiniestukken.
In 1959 trad hij in het huwelijk met Flory ten Camp met wie hij gehuwd zou blijven tot 1970. Uit dit huwelijk volgde een dochter.
Vanaf 1975 tot zijn dood was Anstadt gehuwd met Els van der Holst. Zij was tot 2005 producent bij de VARA-televisie.
Anstadt werd begraven op begraafplaats Zorgvlied.

## Onderscheidingen

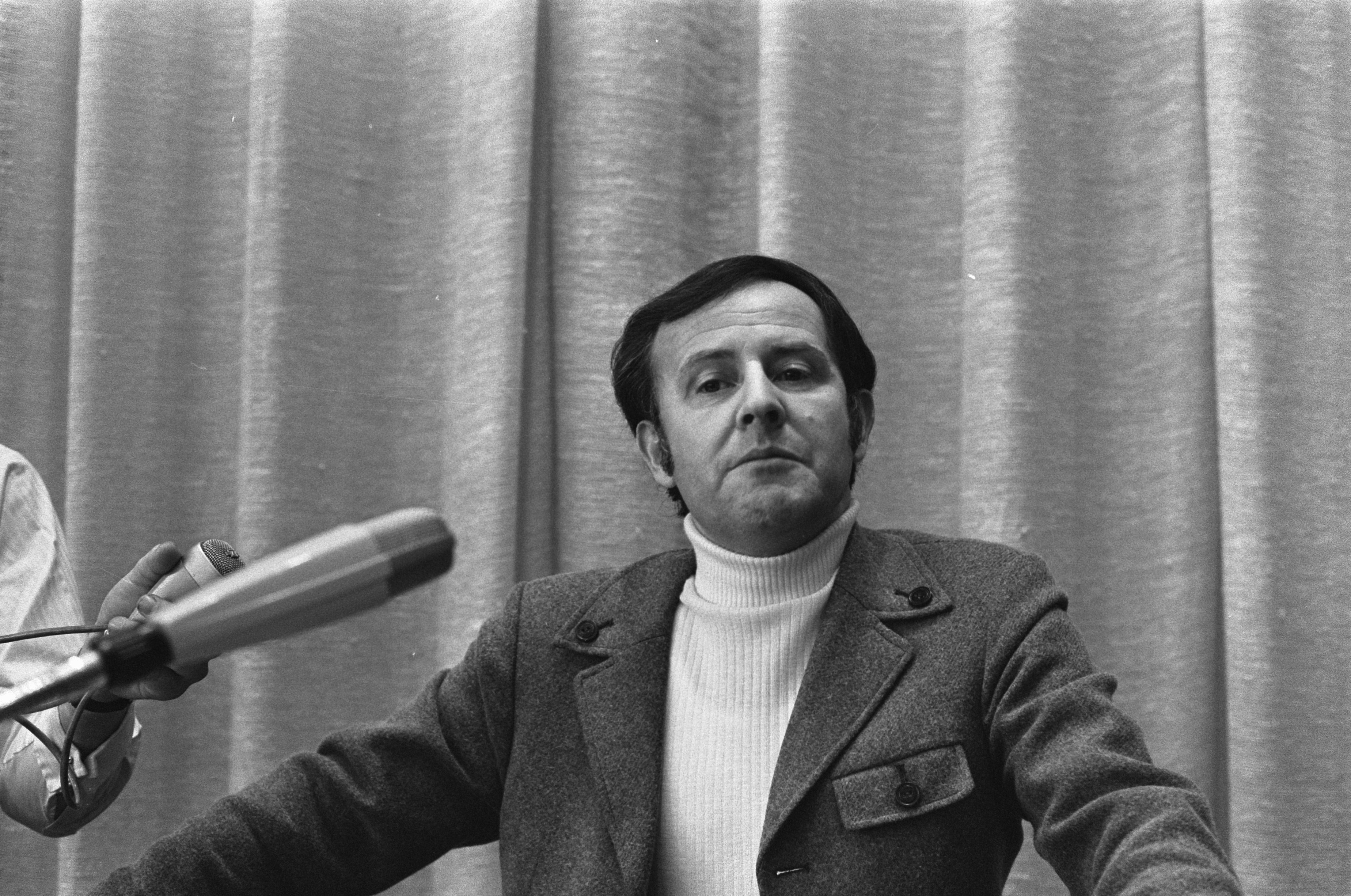
Anstadt (1970)

- In 1960 ontving Anstadt een prijs van het Prins Bernhard Cultuurfonds.
- 1967: ANWB-prijs voor Oost-Europaserie van de VARA
- In 1994 werd hij benoemd tot Ridder in de Orde van Oranje-Nassau.
- In 2000 kreeg hij een Poolse staatsprijs, de Andrzej Drawicz-prijs, uitgereikt voor het bevorderen van de relaties tussen Polen en andere volkeren.[7]
- 2004: Ridderkruis van Verdienste (verleend door de Republiek Polen voor bevordering van de betrekkingen tussen Polen en Joden)
- In 2011 is Anstadt het Commandeurskruis van de Republiek Polen voor zijn verdiensten in de promotie van de Poolse cultuur en geschiedenis in Nederland toegekend, Anstadt was inmiddels overleden.[8]

## Functies
- 1945-1950: redacteur Vrij Nederland
- 1951-1955: chef-redacteur Radionieuwsdienst ANP
- 1955-1971: regisseur documentaire programma's VARA TV
- 1960-1965: productie en regie De bezetting voor de NTS
- 1971-1983: secretaris VARA-bestuur

## Werken
Non-fictie:
- Polen, land, volk, cultuur, 1962
- hongarije tsjecho-slowakije polen nu, 1968
- joegoslavië roemenië tsjechoslowakije nu, 1969
- Op zoek naar een mentaliteit, 1973
- Met de rede der wanhoop, 1977
- Kind in Polen, 1982
- Polen en Joden, 1989
- Scheuren in de heksenketel: een historische schets van Joegoslavië en de Balkan, 1993
- Jonge jaren, 1995
- De verdachte oorboog, 1996
- Servië en het westen, 1999
- Kruis of munt: autobiografie 1920-1945, 2000
- Is Nederland veranderd?: essays, 2003
- Een Ander Joods Geluid, 2003

Romans:
- De opdracht, 1985
- Niets gaat voorbij, 1992
- De wankele rechtsgang van Albert Kranenburg, 1998
- Alles wat het geval is, 2001

- Bibliothèque nationale de France: cb13338568n (data)
- Digitale Bibliotheek voor de Nederlandse Letteren: anst001
- Gemeinsame Normdatei: 119397013
- International Standard Name Identifier: 0000 0001 0885 3727
- Library of Congress Control Number: n82065919
- Nationale Bibliotheek van Israël: 987007301364005171
- Nederlandse Thesaurus van Auteursnamen: 069166714
- Système universitaire de documentation: 078183340
- Virtual International Authority File: 32145317
- WorldCat: E39PBJymrXVb63dwBJ9p4mrKBP